# Carlos Iaconelli

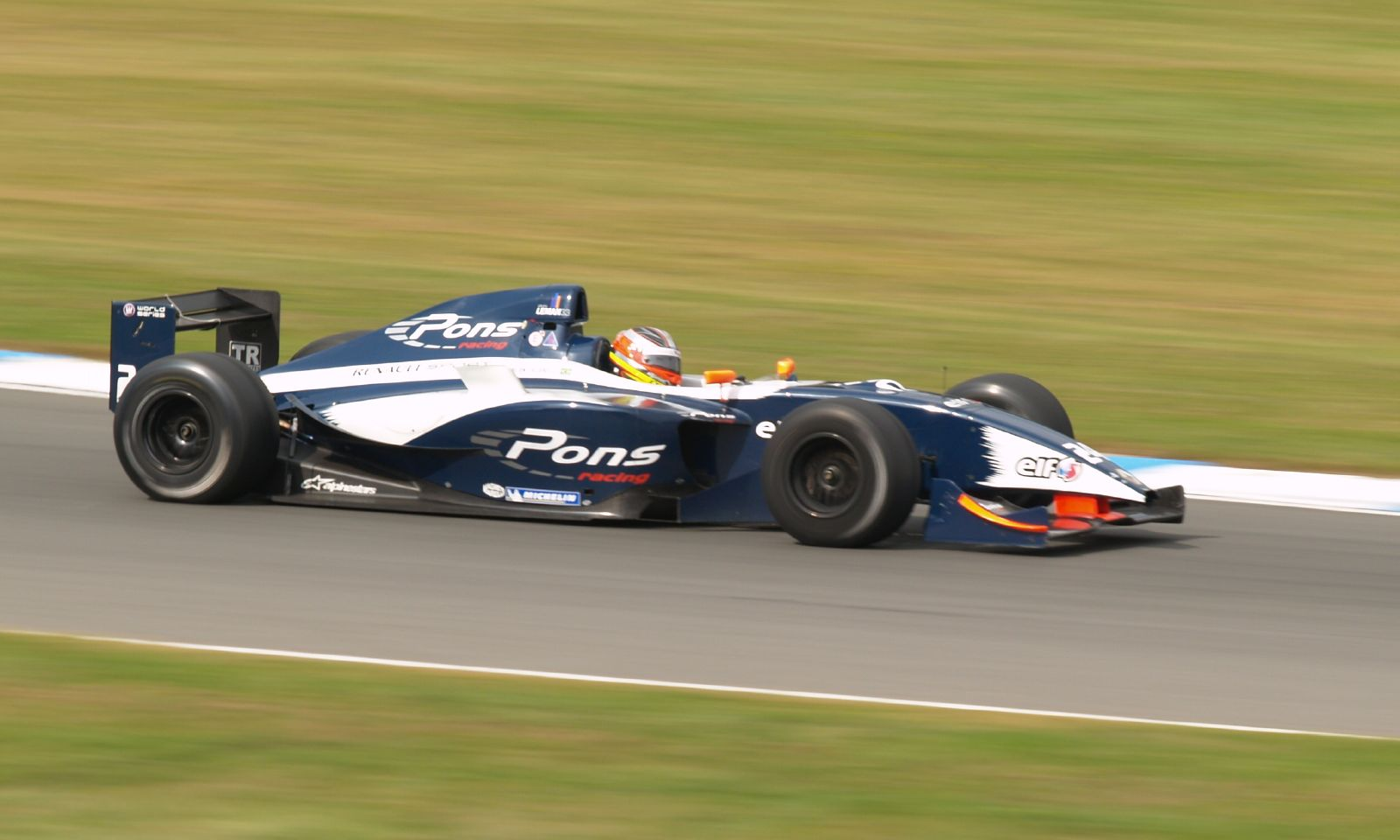
Iaconelli, courant pour Pons Racing, lors d'une course à Donington Park en World Series by Renault, en 2007.

Carlos Iaconelli, né le 26 juin 1987 à São Paulo, est un pilote automobile brésilien. Il court actuellement en GP2 Series avec l'écurie BCN Competicion.

## Biographie
Il a passé une grande partie de sa jeune carrière en karting avant de passer en monoplace en 2004, où il a participé à la Formule Renault brésilienne et au championnat de Formule 3 sud-américaine. En 2005, il a couru six courses en Formule 3 espagnol, terminant 20e de la saison au classement général. Iaconelli a également contesté une poignée de courses en Formule Renault italienne et en Eurocup Formule Renault, ce qui lui permet ainsi de faire ses débuts en World Series by Renault, pour l'équipe autrichienne Interwetten.com.

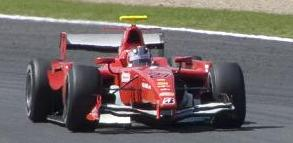
Iaconelli, chez BCN Competicion, lors d'une course à Magny-Cours en GP2 Series, en 2008.

En 2006, Iaconelli courut en World Series by Renault pour trois équipes différentes - Eurointernational, Comtec Racing et GD Racing - prenant part à douze courses, mais il n'inscrira aucun point lors de cette saison. Il a également participé à cinq courses en F3 espagnol.
Pour la saison 2007, il rejoint, une nouvelle fois, Interwetten.com pour la World Series by Renault, pour être, ensuite, remplacé par le Russe Daniil Move un mois avant la première course de la saison. Il a, toutefois, signé avec l'écurie espagnole Pons Racing quelques jours plus tard.
Actuellement, en 2008, il court en Formule Master et en GP2 Series chez BCN Competicion, remplaçant le pilote serbe Miloš Pavlović.
En 2011, à bord d'une ferrari 458 Italia GT3 du Vita4One Racing, il participe à la manche de Silverstone  du nouveau championnat de Stéphane ratel : le Blancpain Endurance Series.